# Post (Briefmarkenserie)
Post ist der Name einer Sonderpostwertzeichen-Serie der Bundesrepublik Deutschland, die vom zuständigen Bundesministerium der Finanzen herausgegeben wird. Für den Verkauf und Vertrieb ist die Deutsche Post AG zuständig. Die Serie erscheint in unregelmäßigen Abständen und Anzahlen von Marken seit 2000. Wurde in den Anfangsjahren meist nur eine Marke pro Jahr herausgebracht, kommen seit 2005 vier Marken verteilt auf mehrere Monate pro Jahr heraus, die thematisch zusammen passen. Die Auflage, Format und Briefmarkenkünstler sind von Jahr zu Jahr unterschiedlich.
Die Serie darf nicht mit den Marken zum Tag der Briefmarke verwechselt werden.

## Ausgabeanlass
„Die Serie will die Vorzüge des Mediums Brief in das Bewusstsein des modernen Menschen rücken und dem besonderen Charakter des Briefs als individuelle Botschaft darstellen.“

„Die Briefmarken-Serie „Post“ rückt das Medium Brief in das Bewusstsein der Menschen und betont, dass auf Papier geschriebene und als Brief verschickte Botschaften auch im Zeitalter von digitalen Medien unverzichtbar sind und vom Empfänger persönlicher und privater empfunden werden als SMS und E-Mail.“

## Liste
Legende
- Bild: Eine bearbeitete Abbildung der genannten Marke. Das Verhältnis der Größe der Briefmarken zueinander ist in diesem Artikel annähernd maßstabsgerecht dargestellt. Sollten keine Marken abgebildet sein, liegt es daran, dass das Urheberrecht des Künstlers noch nicht erloschen ist.
- Beschreibung: Eine Kurzbeschreibung des Motivs und/oder des Ausgabegrundes. Bei ausgegebenen Serien oder Blocks werden die zusammengehörigen Beschreibungen mit einer Markierung versehen eingerückt.
- Wert: Der Frankaturwert der einzelnen Marke in Eurocent. Ein „+“ bedeutet, dass es sich um eine Zuschlagsmarke handelt (= Frankaturwert + Spende).
- Ausgabedatum: Das Datum des erstmaligen Verkaufs dieser Briefmarke.
- Auflage: Soweit bekannt, wird hier die zum Verkauf angebotene Anzahl dieser Ausgabe angegeben.
- Entwurf: Soweit bekannt, wird hier angegeben, von wem der Entwurf dieser Marke stammt.
- Mi.-Nr.: Diese Briefmarke wird im Michel-Katalog unter der entsprechenden Nummer gelistet.

| Bild | Beschreibung | Werte in Eurocent    | Ausgabe- datum     | Auflage                                 | Entwurf                             | Mi.-Nr.         |
|      | Post! Im Hintergrund ein Spielzeugwindrad | (110 Pfennig)        | 16. März 2000      | 25.000.000                              | Peter, Regina Steiner               | 2106            |
|      | Post! | (110 Pfennig) 0,56 € | 5. April 2001      | 23.000.000                              | Günter Gamroth                      | 2179            |
|      | Flugzeug schreibt das Wort Post in den Himmel | 56                   | 4. April 2002      | 61.165.000                              | Grit Fiedler                        | 2250            |
|      | Schriftzug „Grüße“ sowie Rosen | 55                   | 13. Februar 2003   | 100.000.000                             | Antonia Graschberger                | 2317            |
|      | Ländlicher Hausbriefkasten | 55                   | 9. Oktober 2003    | 29.000.000                              | Erna de Vries                       | 2368            |
|      | Schriftzug „für Dich“ mit Kamelien | 55                   | 12. August 2004    | 37.000.000                              | Antonia Graschberger                | 2414            |
|      | Briefzusteller in Deutschland - mit dem Postfahrrad (Nord) | 55                   | 3. März 2005       | 16.500.000 davon 125.000 auf ETB        | Dieter Ziegenfeuter                 | 2447            |
|      | - zu Fuß im Gebirge (Süd) | 55                   | 3. März 2005       | 16.500.000 davon 125.000 auf ETB        | Dieter Ziegenfeuter                 | 2448            |
|      | - mit dem Postkahn (Ost) | 55                   | 11. August 2005    | 16.000.000 davon 125.000 auf ETB        | Dieter Ziegenfeuter                 | 2481            |
|      | - mit dem Zustellwagen (West) | 55                   | 11. August 2005    | 16.000.000 davon 125.000 auf ETB        | Dieter Ziegenfeuter                 | 2482            |
|      | Vier Jahreszeiten - Winter, Verschneite Eiche am Reinhardswald | 55                   | 2. Januar 2006     | 12.800.000 davon 125.000 auf ETB        | Johannes Graf Foto von Heinz Wohner | 2509            |
|      | - Frühling, Blühende Kirschbäume | 55                   | 13. April 2006     | 14.000.000 davon 125.000 auf ETB        | Johannes Graf Foto von Heinz Wohner | 2532            |
|      | - Sommer, Blühendes Rapsfeld | 55                   | 13. Juli 2006      | 10.500.000 davon 105.000 auf ETB        | Johannes Graf                       | 2549            |
|      | - Herbst, Herbstlicher Buchenwald | 55                   | 5. Oktober 2006    | 10.500.000 davon 105.000 auf ETB        | Johannes Graf                       | 2564            |
|      | - Frühling, Sommer, Herbst und Winter | je 55                | 9. November 2006   | je 26.090.800 als Maxiset selbstklebend | Johannes Graf                       | 2574–2577       |
|      | Bildergeschichte vom Absender zum Empfänger - Absender | 55                   | 12. April 2007     | 7.000.000 davon 105.000 auf ETB         | Peter und Regina Steiner            | 2596            |
|      | - Briefkasten | 55                   | 12. April 2007     | 7.000.000 davon 105.000 auf ETB         | Peter und Regina Steiner            | 2597            |
|      | - Postbote | 55                   | 20. September 2007 | 8.151.000 davon 105.000 auf ETB         | Peter und Regina Steiner            | 2620            |
|      | - Empfänger | 55                   | 20. September 2007 | 8.000.000 davon 105.000 auf ETB         | Peter und Regina Steiner            | 2621            |
|      | Grüße für jeden Anlass - Alles Gute | 55                   | 7. Februar 2008    | 19.000.000 davon 95.000 auf ETB         | James Rizzi                         | 2644            |
|      | - Herzlichen Glückwunsch | 55                   | 7. Februar 2008    | 19.000.000 davon 95.000 auf ETB         | James Rizzi                         | 2645            |
|      | - Herzliche Grüße (gleichzeitig Europamarke) | 55                   | 8. Mai 2008        | 18.400.000 davon 95.000 auf ETB         | James Rizzi                         | 2662            |
|      | - Danke | 55                   | 8. Mai 2008        | 18.400.000 davon 95.000 auf ETB         | James Rizzi                         | 2663            |
|      | Maxi-Set „Grüße für jeden Anlass“ 20 selbstklebende Sondermarken aus der Serie „Post“ und „EUROPA“ selbstklebend aus Markenheftchen                                               | je 55                | 8. Mai 2008        | 44.765.000                              | James Rizzi                         | 2665–2668 MH 73 |
|      | Post universal - „Absender“ | 55                   | 12. März 2009      | 7.000.000 davon 85.000 auf ETB          | Nina Clausing                       | 2723            |
|      | - „Post-Filiale“ | 55                   | 12. März 2009      | 7.000.000 davon 85.000 auf ETB          | Nina Clausing                       | 2724            |
|      | - „Transport“ | 55                   | 7. Mai 2009        | 6.500.000 davon 85.000 auf ETB          | Nina Clausing                       | 2733            |
|      | - „Zustellung“ | 55                   | 7. Mai 2009        | 6.500.000 davon 85.000 auf ETB          | Nina Clausing                       | 2734            |
|      | Mit guten Wünschen - Regenbogen | 55                   | 11. März 2010      | 4.360.000 davon 74.000 auf ETB          | Johannes Graf                       | 2786            |
|      | - Schiff | 55                   | 11. März 2010      | 4.420.000 davon 74.000 auf ETB          | Johannes Graf                       | 2787            |
|      | - Taube | 55                   | 8. April 2010      | 4.370.000 davon 74.000 auf ETB          | Johannes Graf                       | 2790            |
|      | - Engel | 55                   | 8. April 2010      | 4.370.000 davon 74.000 auf ETB          | Johannes Graf                       | 2791            |
|      | Promotion-Markenset: „Engel und Taube“ Die Marken sind mit 39,0×22,4 mm etwas kleiner als die nassklebenden Exemplare vom April 44,2×26,2 mm. selbstklebend aus Folienblatt       | je 55                | 2. November 2010   | 79.900.000                              | Johannes Graf                       | 2827+2828 FB 12 |
|      | Promotion-Markenset: „Schiff und Regenbogen“ Die Marken sind mit 39,0×22,4 mm etwas kleiner als die nassklebenden Exemplare vom April 44,2×26,2 mm. selbstklebend aus Folienblatt | je 55                | 3. Februar 2011    | 50.827.000                              | Johannes Graf                       | 2848+2849 FB 13 |
|      | Die vier Elemente - Wasser | 55                   | 3. März 2011       | 5.400.000                               | Johannes Graf                       | 2852            |
|      | - Erde | 55                   | 3. März 2011       | 5.350.000                               | Johannes Graf                       | 2853            |
|      | - Feuer | 55                   | 3. März 2011       | 5.350.000                               | Johannes Graf                       | 2854            |
|      | - Luft | 55                   | 3. März 2011       | 5.400.000                               | Johannes Graf                       | 2855            |
|      | Ferien in Deutschland - Winterferien | 45                   | 2. Januar 2012     | 5.210.000                               | Andrea Voß-Acker                    | 2904            |
|      | - Frühjahrsferien | 55                   | 1. März 2012       | 5.870.000                               | Andrea Voß-Acker                    | 2917            |
|      | - Frühjahrsferien Selbstklebendes Marken-Set | 5,50 € (10×0,55)     | 1. März 2012       | 64.720.000                              | Andrea Voß-Acker                    | 2923            |
|      | - Sommerferien | 55                   | 2. Mai 2012        | 8.000.000                               | Andrea Voß-Acker                    | 2933            |
|      | - Herbstferien | 55                   | 13. September 2012 | 5.190.000                               | Andrea Voß-Acker                    | 2953            |

## Trivia
Beim genaueren betrachten der Briefmarke "mit dem Zustellwagen (West)" aus der Serie "Briefzusteller in Deutschland" von 2005 kann man auf der Tasche die am Postwagen hängt noch das Logo der Deutschen Bundespost erkennen. Die vom ehemaligen Posttechnischen Zentralamt beschafften Ausrüstungsgegenstände, so zum Beispiel auch Transportbetriebsmittel ("Postkisten"), sind so robust, dass sie teils auch 20 Jahre nach der Privatisierung der deutschen Bundespost noch in Gebrauch sind.